# Musée des Beaux-Arts de Chambéry
Pour les articles homonymes, voir Musée des beaux-arts.
Le musée des Beaux-Arts de Chambéry est un musée public situé en France sur la commune de Chambéry dans le département de la Savoie en région Auvergne-Rhône-Alpes.
Propriété de la commune, il est installé au cœur du centre-ville dans le bâtiment de l’ancienne halle aux grains, complètement rehaussé en 1889 par l'architecte François Pelaz.
Après plus de trois années de travaux de restructuration, il est de nouveau ouvert au public en mars 2012.

## Histoire
Le musée des Beaux-Arts de Chambéry doit sa collection à une succession de legs de collectionneurs privés. À l'origine, l'abbé de Mellarède fait don, par testament, de toute sa collection personnelle, ce qui constitue la somme des premières œuvres visibles au musée.
Par la suite vient s'ajouter les dons et legs du baron Garriod, un collectionneur savoyard établi à Florence qui fait don d'environ 250 œuvres parmi lesquelles se trouvent la Vierge à l'Enfant, œuvre maniériste de Pier Francesco Foschi et le Portrait de jeune homme attribué à Domenico Veneziano. Le peintre et académicien Benoît Molin (1810-1894) dirige le musée à partir de  1850.

## Collections

### Peintures italiennes
Après le musée du Louvre, le musée des Beaux-Arts de Chambéry possède la seconde plus grande collection de peintures italiennes présentes en France, avec notamment des œuvres du Trecento, du Quattrocento et de la Renaissance, et des œuvres maniéristes et baroques, de l'école florentine, de l'école napolitaine et de l'école siennoise, de l'école bolonaise. Le développement des collections italiennes est notamment dû à la dation Daille, en 1980, qui a permis l'entrée dans le musée de la collection de primitifs siennois de l'écrivain français Paul Bourget.

#### Trecento
- le retable polyptyque de la Sainte Trinité (1396), du Siennois Bartolo di Fredi (ancienne collection Paul Bourget)

#### Quattrocento

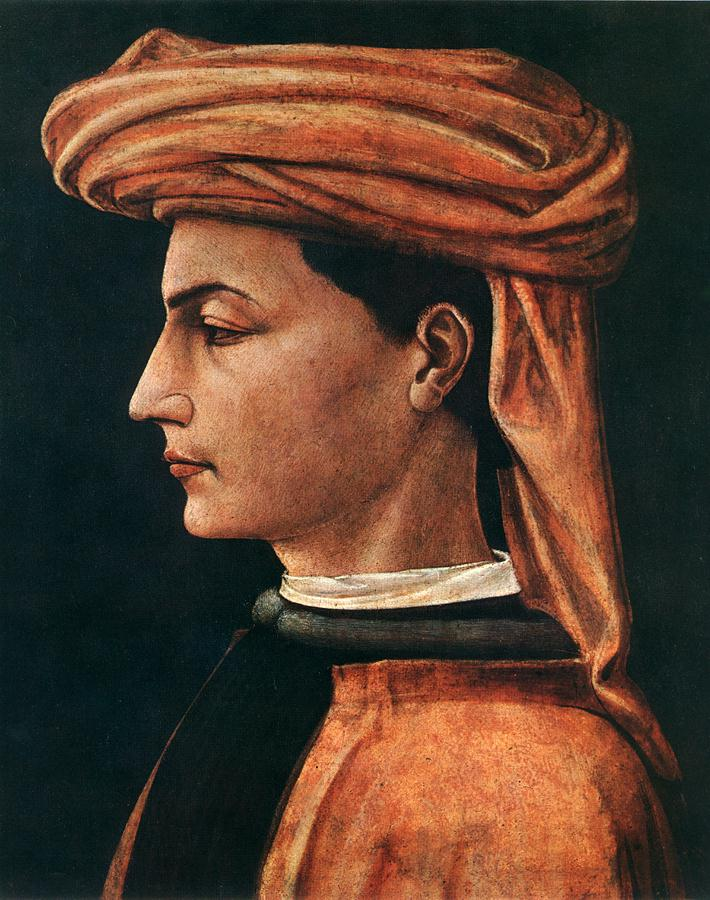
Domenico Veneziano, Portrait de jeune homme (1440-1450).

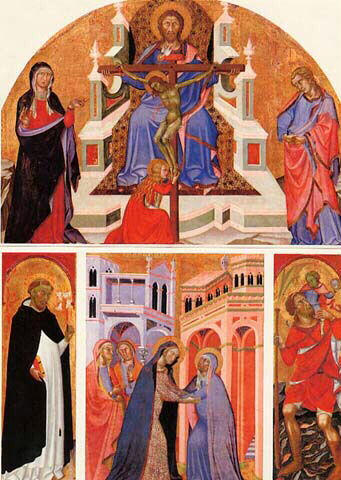
Bartolo di Fredi, Retable de la Trinité (1397)

- le Portrait de jeune homme (1440-1450) de Domenico Veneziano
- le triptyque de La Passion (1450)  du Florentin Domenico di Michelino
- Vierge à l'Enfant entre saint Jean Baptiste et saint Antoine de Padoue de Neroccio di Bartolomeo de' Landi, ancienne collection Paul Bourget
- Vierge à l'Enfant de Bernardino Fungai (Sienne, 1460 - Sienne, 1516)

#### Maniérisme
- La Vierge apparaissant à un chartreux ou Saint Bernard présenté par saint Michel d'Innocenzo da Imola (Notice no 10500004268, sur la plateforme ouverte du patrimoine, base Joconde, ministère français de la Culture)
- Portrait d'un collectionneur (1534) du Vénitien Paolo Pino
- Déposition du Christ du Florentin  Stefano Pieri (1542 - 1629)
- Portrait d'un homme âgé avec son chien et deux Portraits d'homme en armure du Bolonais Bartolomeo Passerotti[3]
- L'Annonce aux bergers, l'Adoration des bergers, Saint Jérôme au désert, etc. du Vénitien Jacopo Bassano
- Le Denier de César du Génois Bernardo Strozzi
- Crucifixion (1590) et différents  portraits du Florentin Santi di Tito
- Vierge à l'Enfant de l'atelier du Ferrarais Guerchin

#### Baroque
Les peintres de l'école napolitaine : 

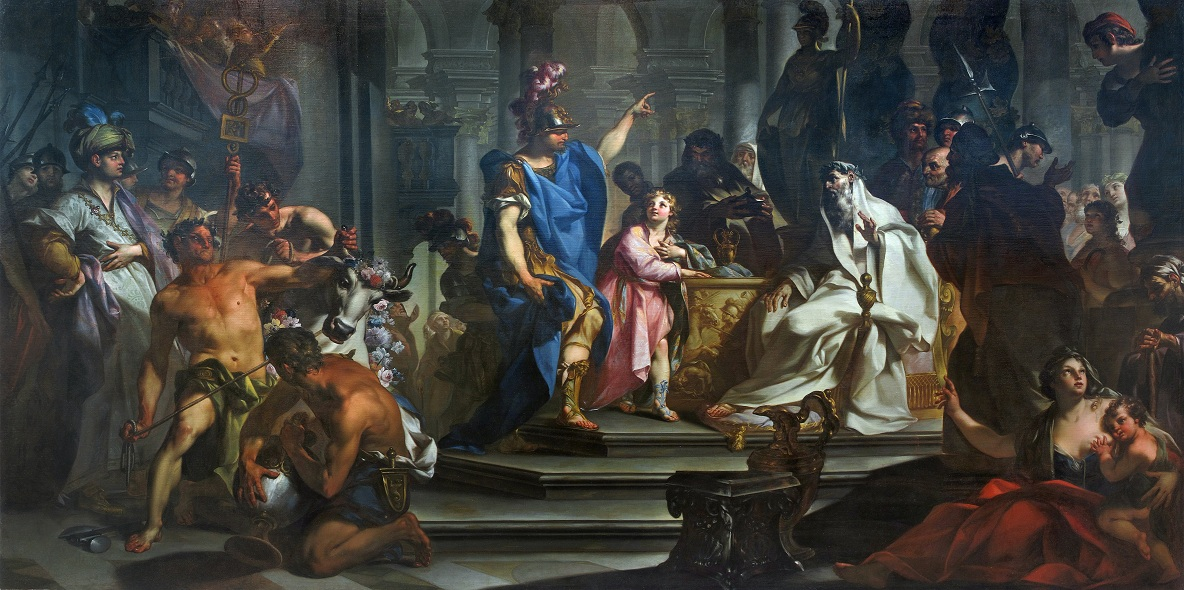
Claudio Francesco Beaumont, Hannibal jurant haine aux Romains, huile sur toile, 330 × 630 cm, XVIIIe siècle.

- La Mort de Didon et Judith présentant la tête d'Holopherne de Mattia Preti
- Descente  de Croix de Francesco Solimena
- L’Astronome, Jahel et Sisara et La mort de Caton de Luca Giordano

#### Thématique du portrait
- Le portrait d'apparat : Homme en armure de Bartolomeo Passerotti
- Le portrait réaliste : Femme âgée, de Santi di Tito ; Portrait d'homme de Pietro Bianchi[4]
- Le portrait psychologique : Piero Soderini, Ridolfo del Ghirlandaio
- Le portrait allégorique : Vittoria Rinucinni, Anton Domenico Gabbiani
- Le portrait de famille : Portrait de famille, Bartolomeo Nazari

### Peinture française et peintres savoyards

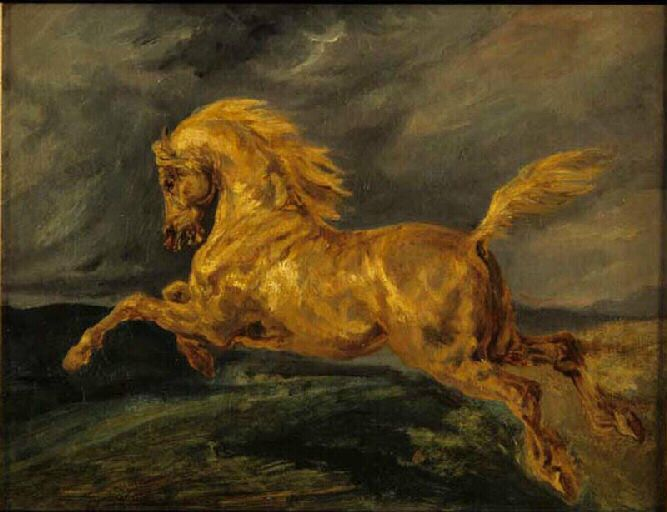
Cheval au galop, par Théodore Géricault.

Le musée conserve une collection de peintures savoyardes de Xavier de Maistre à des peintres plus récents comme Tonia Cariffa et Andrée Pollier. 
Le musée dispose des œuvres d'artistes français  comme Jacquelin de Montluçon, Fragonard , Langlois, Jean-Baptiste Peytavin, Laurent Pécheux, Georges de La Tour, Jean Achard, Albert Charpin... Ses collections comprennent le Cheval au galop, de Théodore Géricault.

### Peintures des écoles du nord
Le musée expose des œuvres de l’école du nord, dont deux peintures de 1520-1530 en provenance de polyptyques démembrés : L’Adoration des mages, qui est attribué à l'artiste Jan van Dornicke, et La Flagellation du Christ d'Anton von Worms dit Woensam.

## Expositions temporaires
- du 19 mai au 17 septembre 2012 : Philippe Favier, Les murmures ont des oreilles ;
- du 24 octobre 2012 au 21 janvier 2013 : Laurent Pécheux, un peintre français dans l'Italie des Lumières ;
- du 9 novembre 2013 au 24 février 2014 : rétrospective sur l'artiste Pierre Leloup disparu en 2010 ;
- du 24 mai au 25 août 2014 : Patrick Faigenbaum ;
- du 7 novembre 2014 au 9 février 2015 : Françoise Petrovitch ;
- du 3 avril au 31 août 2015 : Rois et mécènes : la cour de Savoie et les formes du rococo (Turin 1730-1750) ;
- du 7 novembre au 7 mars 2016 : Jean-Luc Parant, Éboulement ;
- du 3 décembre 2016 au 19 mars 2017 : François Morellet et ses amis ;
- du 25 novembre 2017 au 11 mars 2018 : Anselme Boix-Vives
- du 1er avril au 17 septembre 2017 : François Cachoud, les nuits transfigurées
- du 19 mai au 4 novembre 2018 : Romain Bernini
- du 3 novembre 2018 au 24 février 2019 : 14-18, la guerre et après - Otto Dix et ses contemporains
- du 13 avril au 22 septembre 2019 : André Jacques - Impressions de Savoie
- du 21 novembre 2019 au 22 mars 2020 : Riccardo Gualino, le magnifique - Vie et œuvre d'un collectionneur
- du 2 décembre 2020 au 4 avril 2021 : Spirites, la peinture guidée par les esprits
- du 22 octobre 2021 au 13 mars 2022 : Giorgio Griffa, Il tempo è memoria
- du 13 mai 2022 au 31 décembre 2022 : Two Mountains, Julien Guinand et Rachel Poignant